# 神户常盘大学短期大学部
神户常盘大学短期大学部（日语：／ Kobe Tokiwa Daigaku Tanki Daigakubu *）是一所位于日本兵库县神户市长田区的私立短期大学。

## 概要

### 简介
- 学校最早可以追溯到1908年[1]。短期大学为于1967年开办[1]、由学校法人玉田学园经营。男女同校[2]。

### 历史
- 1967年 神户常盘短期大学成立并同时设置两个学科即幼儿教育科和卫生技术科[1]。
- 1983年 专科卫生技术专攻成立[1]。
- 1984年 专科幼儿教育专攻成立[1]。
- 1989年 教养科成立[3]。
- 2001年 护理学科成立[1]。
- 2003年 教养科变更为健康文化学科[1]。
- 2005年 函授教育课程成立于护理学科[1]。
- 2007年 三个学科即健康文化学科、卫生技术科、护理学科各自招生最后[1]。
- 2008年 改校名为神户常盘大学短期大学部。口腔保健学科成立[1]。
- 2009年 今年3月31日一个学科即健康文化学科停办[1]。
- 2010年 今年3月31日两个学科即卫生技术科和护理学科[注 5]各自停办[1]。
- 2011年 幼儿教育科招生最后[1]。

### 宪章
- 请参看神户常盘大学短期大学部的标志 （页面存档备份，存于） （日語） 2014年1月11日阅览。

## 学校环境
- 校区：在兵库县神户市长田区

## 历任校长
- 旭一美：第一代短期大学校长[1][4]。
- 光成俊彦：第二代短期大学校长。就任于1986年[1]。
- 上田国宽：现在短期大学校长。就任于2006年[1]。

## 组织

### 学科
- 口腔保健学科
- 护理学科函授教育课程

### 前学科
- 卫生技术科[注 1][注 2]
- 幼儿教育学科[注 3]
- 健康文化学科[注 1][注 4]
- 护理学科
  - 第一部[注 1][注 2]
  - 函授教育课程
- 口腔保健学科

### 专科
| - 卫生技术专攻：已停办 - 幼儿教育专攻：已停办 |

### 业余课程
| - 没有 |

### 附属学校
| - 幼儿园：前神户常盘短期大学附属幼儿园、成立于1970年 |

### 附属机关
| - 图书馆 - 牙科诊疗所 |

## 相关链接
- 日本短期大学列表